# 9882 Stallman
9882 Stallman (1994 SS9) là một tiểu hành tinh vành đai chính được phát hiện ngày 28 tháng 9 năm 1994 bởi Spacewatch ở Kitt Peak.
Nó được đặt theo tên computer scientist Richard Stallman, founder thuộc GNU Project.